# Bauernkriegssäule (Mühlhausen)

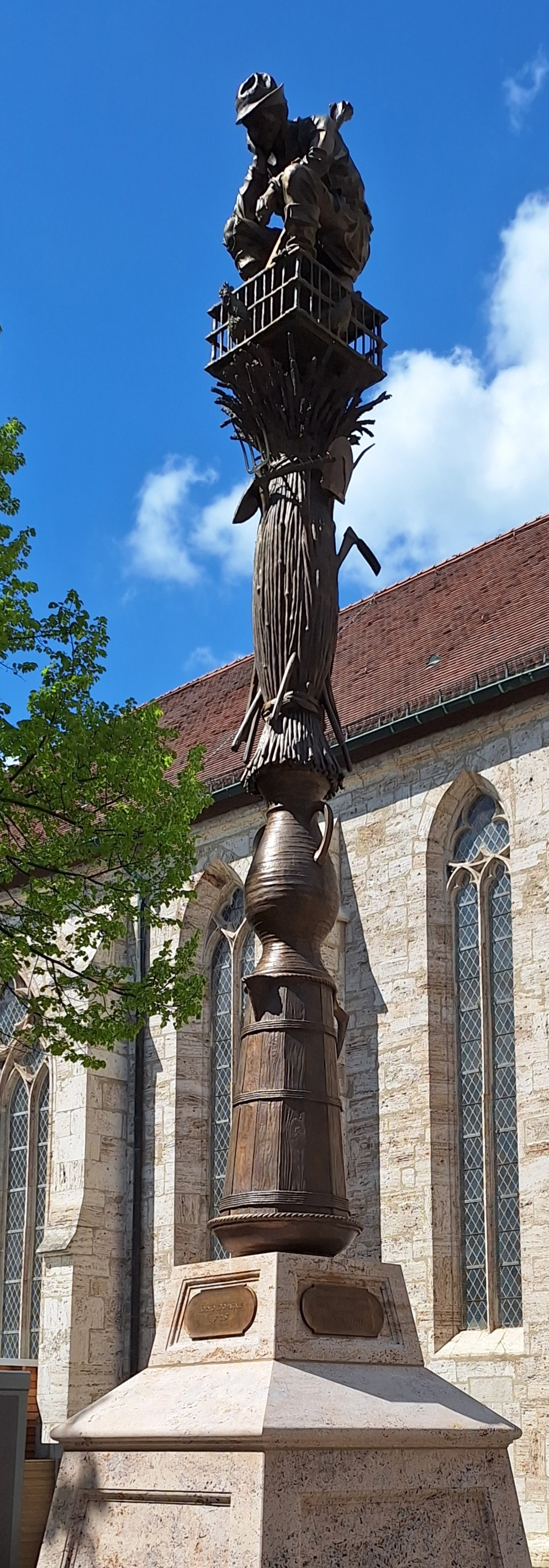
Bauernkriegssäule vor der Kornmarktkirche in Mühlhausen

Die Bauernkriegssäule vor der Kornmarktkirche in Mühlhausen in Thüringen ist ein Denkmal, das im Jahr 2025 aus Anlass des 500. Jahrestages des Deutschen Bauernkrieges errichtet wurde. Die Säule wurde im Jahr 1525 von Albrecht Dürer entworfen.

## Geschichte
Dürer hatte selbst direkte Berührungspunkte zum Bauernkrieg und zum Umfeld des Bauernführers Thomas Müntzer. Beispielsweise gehörte sein Schüler Georg Pencz, der 1532 sein Nachfolger als Stadtmaler in Nürnberg wurde, im Herbst 1524 zum konspirativen Kreis um den Reformtheologen.
Dürer entwarf im Jahr 1525 die Säule für seine Underweysung der messung, mit dem zirckel un[d] richtscheyt in Linien ebnen unnd gantzen corporen. Dazu schrieb Dürer:

„Welicher ein victoria auf richten wolt darumb das er die aufruerischen bauren vberwunden het der moecht sich eins solichen gezeugs darzuo gebrauchen / wie jch hernach leren wil …“

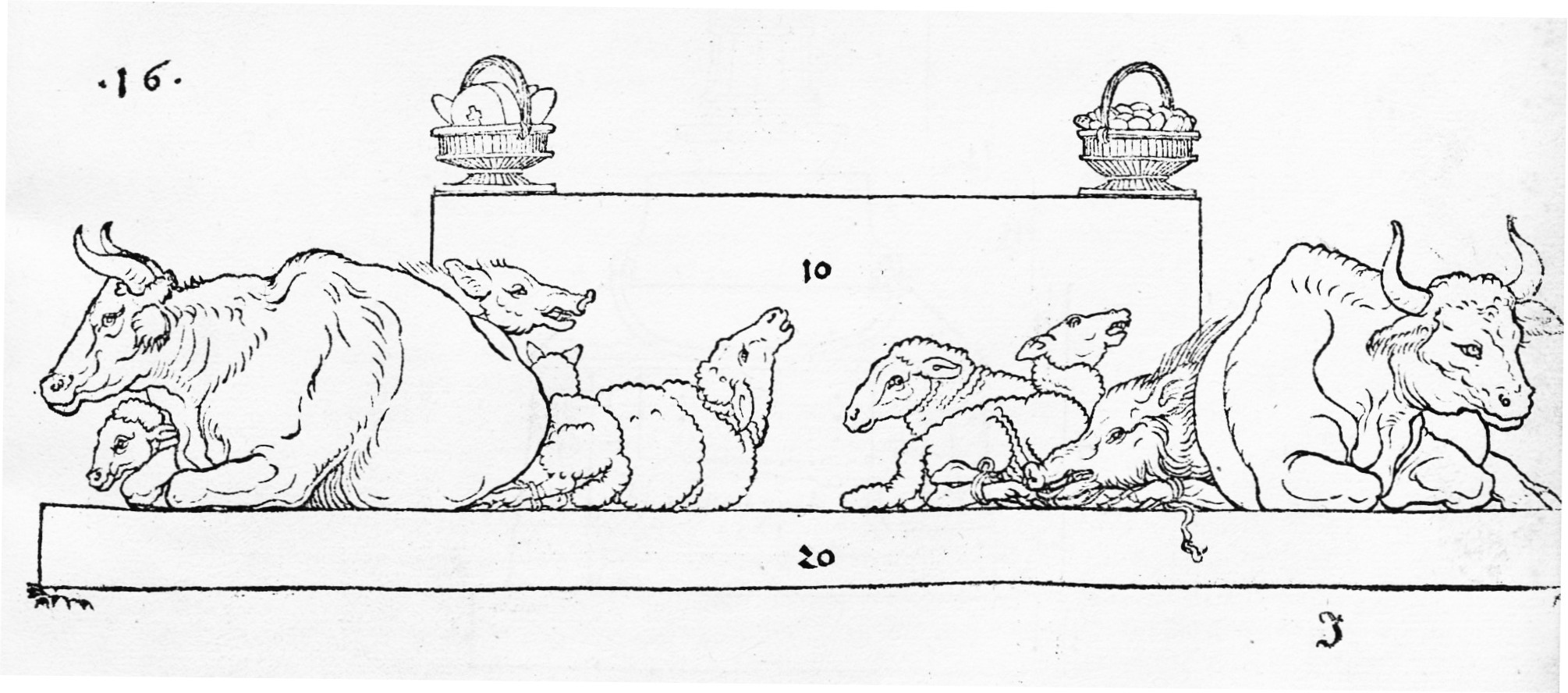
Entwurf des Unterbaus, der nicht ausgeführt wurde

(Wer eine Siegessäule aufrichten will für den Sieg über die aufrührerischen Bauern, sollte sich folgender Elemente bedienen: … [eines rechteckigen Steins, der auf einer rechteckigen Platte steht. In den Ecken liegen gebunden Kühe, Schafe und Schweine. Auf dem oberen Stein stehen auf den vier Ecken Körbe mit Käse, Butter, Eier, Zwiebeln und Kräutern. Darauf setze einen Haferkasten mit Schloss und Deckel. Darauf stürze einen Kessel; auf dessen Boden sich ein Käsenapf befindet. Den decke mit einem Teller zu und stelle ein Butterfass darauf. Mitten darauf setze einen Milchkrug, darin stehen vier Holzgabeln, darum binde man eine Garbe und hänge daran bäuerliches Werkzeug wie Schaufeln, Hacken, Mistgabeln, Dreschflegel und dergleichen. Obendrauf setze man einen Hühnerkorb, stürze darauf einen Schmalztopf und setze einen Bauern darauf, der von einem Schwert durchstochen ist.])

## Beschreibung und Ausführung der Säule

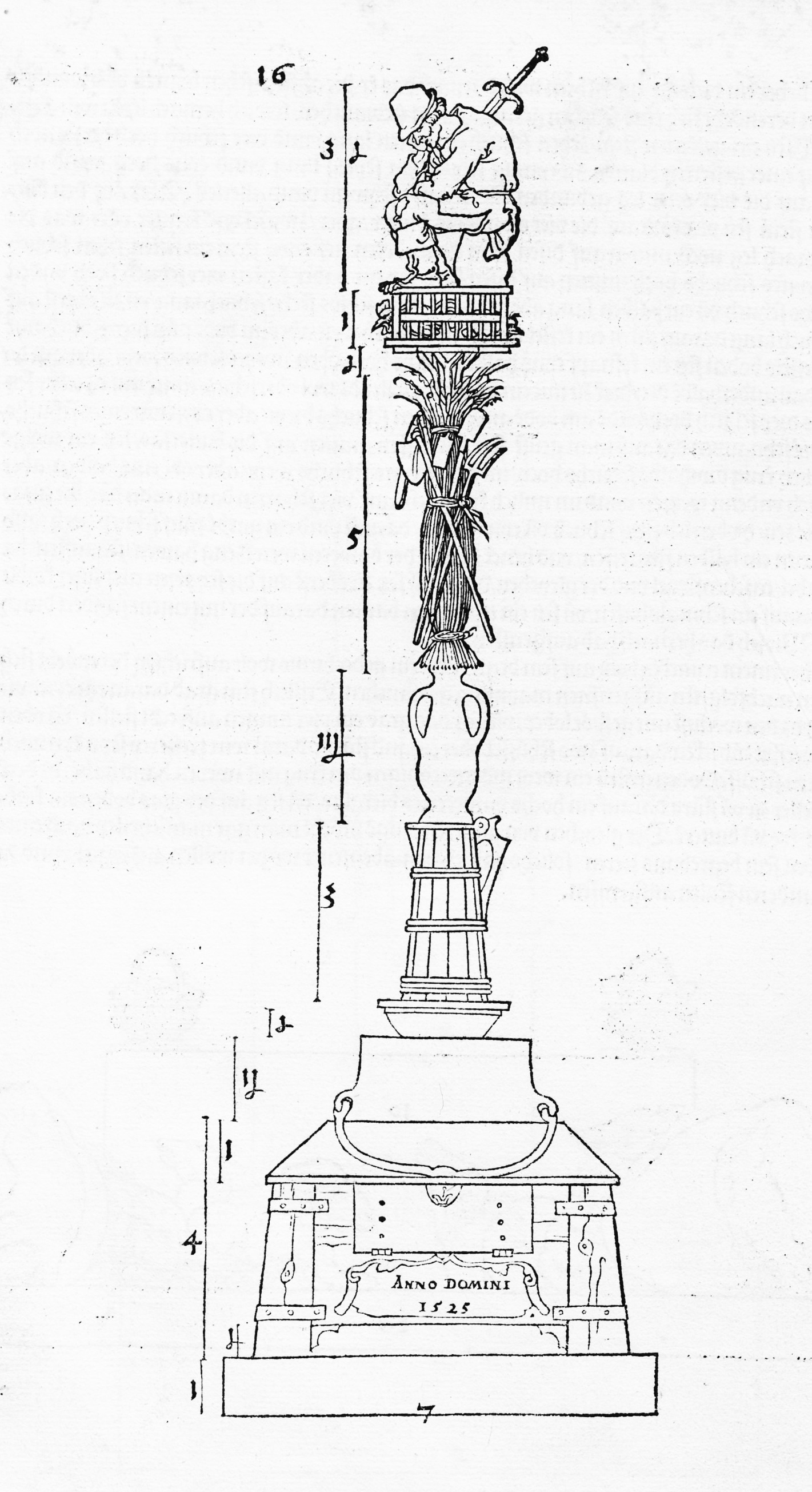
Entwurf der Säule von Dürer

Die Idee zur Errichtung dieses Denkmals entstand 2019 aus der Mühlhäuser Bürgerschaft und wurde maßgeblich vom Freundeskreis Mühlhäuser Museen und dem Rotary Club Mühlhausen vorangetrieben. Noch im selben Jahr ermöglichten die Einnahmen eines Benefizkonzerts des Thüringer Bach Collegiums die Erstellung eines ersten Modells. Im April 2022 wurde das Projekt Ein Dürer für Mühlhausen vorgestellt.
Das Denkmal aus Bronze nach Dürers „Bauersäule“, gefertigt von dem Bildhauer Timm Kregel, wurde dann in Mühlhausen anlässlich der Thüringer Landesausstellung freiheyt 1525 – 500 Jahre Bauernkrieg am 5. April 2025 enthüllt. Den Guss besorgte die Kunstgießerei Altglienicke in Berlin.
Die etwa 7 Meter hohe Säule steht auf einem Sockel aus drei übereinandergestellten Pyramidenstümpfen. Von dem von Dürer entworfenen Denkmal wurde nur der Teil vom Teller bis zum Bauern verwirklicht. Allerdings wurde Dürers Inschrift Anno Domini 1525 auf dem obersten Sockelstumpf angebracht.
Die Gesamtkosten der Bauernkriegssäule beliefen sich auf 250.000 EUR. Etwa die Hälfte davon kam aus Spenden zusammen. Einen Betrag von 100.000 EUR steuerte die Stadt Mühlhausen bei. Den Restbetrag von 25.000 EUR gab Lotto Thüringen dazu.

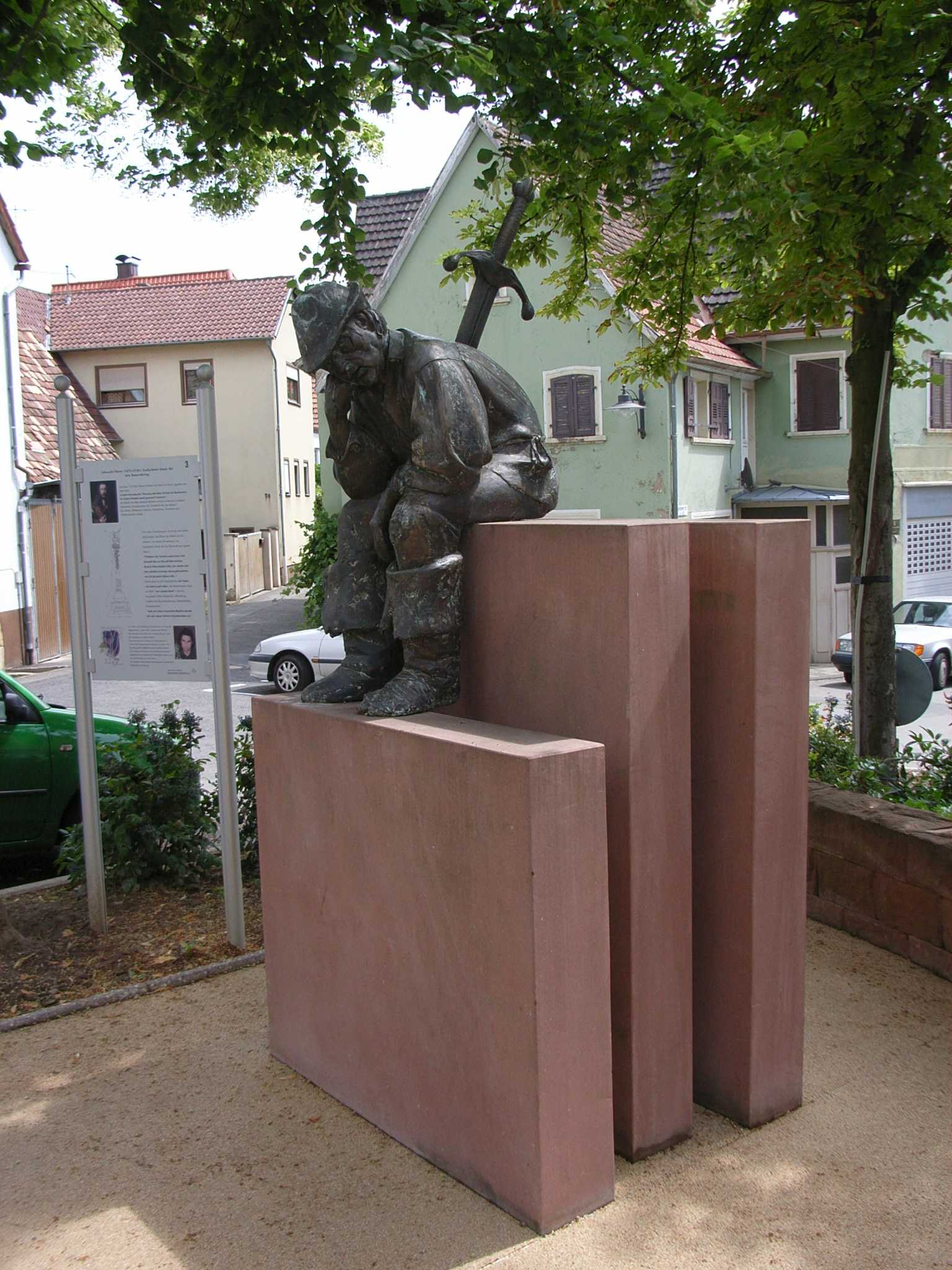
Skulptur des „trauretten Bauren“ in Nußdorf

Das vor der Verwirklichung erstellte ca. einen Meter hohe Modell der Bauernkriegssäule kann im Mühlhäuser Bauernkriegsmuseum hinter der Säule in der Kornmarktkirche besichtigt werden.
Aus Anlass des 1200-jährigen Dorfjubiläums der Gemeinde Nußdorf in Rheinland-Pfalz, dem Ausgangspunkt des Pfälzischen Bauernkrieges, fertigte bereits 2002 der Künstler Peter Brauchle eine Bronzefigur des „trauretten Bauren“. Im Jahr 2015 gab es in der Gemeinde Weingarten in Baden-Württemberg Planungen für eine Dürer-Säule, die aber nicht ausgeführt wurden.